# 지쿠고요시이역
지쿠고요시이역(일본어: 筑後吉井駅)은 일본 후쿠오카현 우키하시에 있는 규슈 여객철도 규다이 본선의 역이다. 단선 · 섬식 2면 3선의 복합 승강장 구조를 갖춘 지상역이다. 규슈 교통기획이 역 업무를 행하는 업무위탁역이다.

## 역 구조
| 1 | ■ 규다이 본선 | (하행) | 히타・유후인 방면  |
| 2 | ■ 규다이 본선 | (상행) | 구루메 방면        |
| 3 | ■ 규다이 본선 | (상행) | 구루메 방면        |
| 3 | ■ 규다이 본선 | (하행) | 히타 · 유후인 방면 |

## 이용 현황
- 2009년도의 1일 평균 승차 인원은 960명이다.

## 역 주변
- 우키하 시청
- 우키하 경찰서
- 국도 제210호선

## 역사
- 1928년 12월 24일 : 일본 철도성(일본국유철도)의 역으로서 개업.
- 1984년 : 무인화, 과선교 설치.
- 1987년 4월 1일 : 일본국유철도 분할 민영화에 의해 규슈 여객철도가 승계.

## 인접 역
| 규다이 본선            | 규다이 본선   | 규다이 본선        |
| ---------------------- | ------------- | ------------------ |
| 다누시마루 구루메 방면 | ■ 규다이 본선 | 우키하 오이타 방면 |